# Azim ush Shan

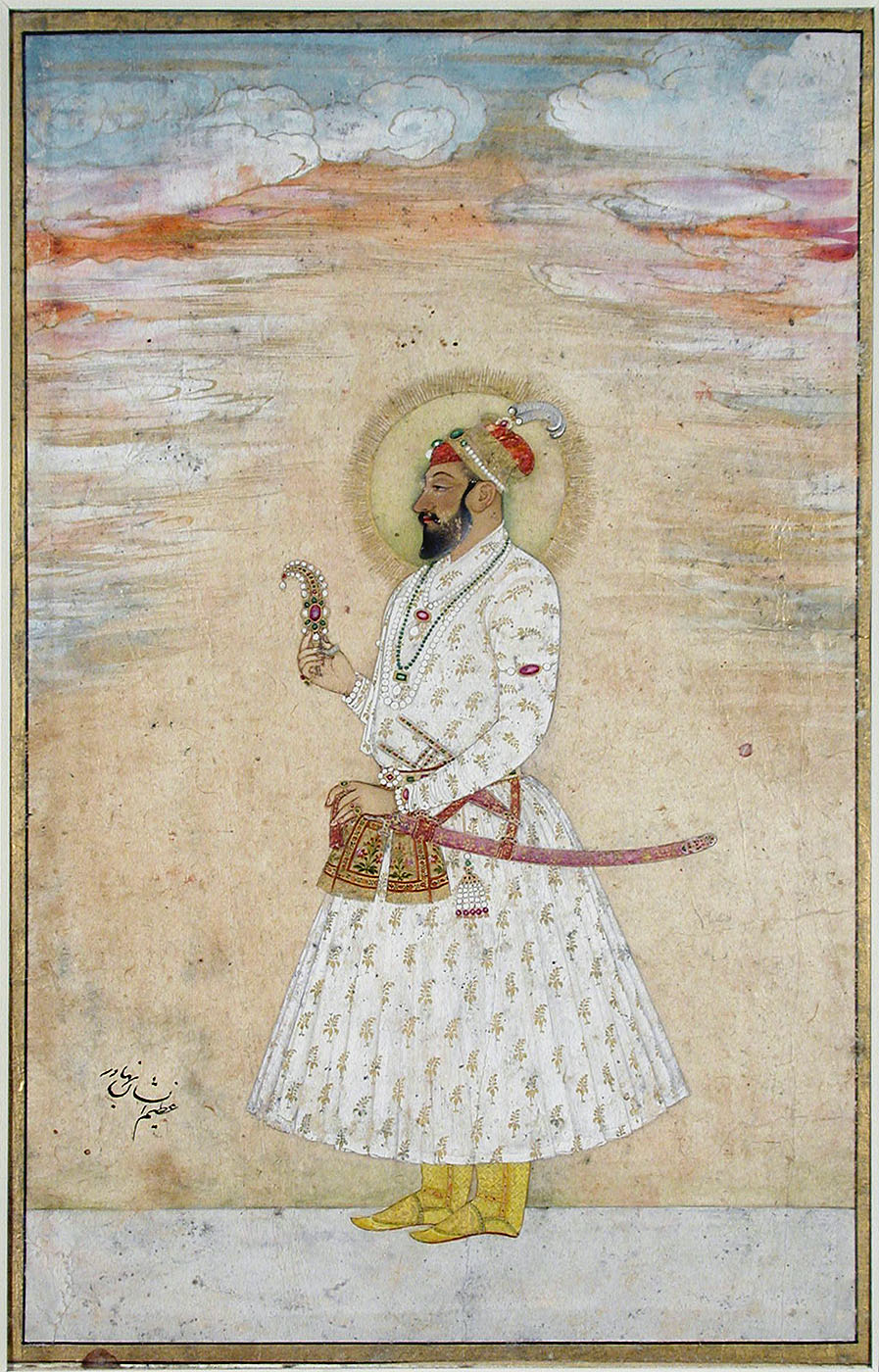
Azim ush Shan

Azim ush Shan (geboren 15. Dezember 1664 in Agra; gestorben 18. März 1712 im Fluss Ravi bei Lahore) war der zweite Sohn von Bahadur Shah I. (reg. 1707–1712), dem 9. Großmogul von Indien.

## Leben
Über die frühen Jahre von Azim ush Shan, dem jüngeren Bruder des 10. Großmoguls Jahandar Shah (reg. 1712/13) und Enkel Aurangzebs (reg. 1658–1707) schweigen die Quellen. Im Alter von 33 Jahren wurde er im Jahr 1697 von seinem Großvater zum Gouverneur (subahdar) der Provinzen Bengalen, Bihar und Odisha ernannt. Während dieser Zeit erteilte Aurangzeb der Britischen Ostindien-Kompanie die Erlaubnis zum Bau des Fort William in Kalkutta. Azim ush Shah seinerseits ergänzte diese durch die Erlaubnis zum Bau der holländischen und französischen Handelsniederlassungen von Chinsurah (heute Hugli-Chunchura) bzw. Chandannagar. Um das Jahr 1703 kam es zu Konflikten mit Murshid Quli Khan, einem fähigen Gesandten Aurangzebs in der Region. Diese wurden dadurch entschärft, dass Azim ush Shan seinen Regierungssitz nach Pataliputra (dem heutigen Patna) in Bihar verlegte und die Stadt in Azimabad umbenannte.
Nach dem Tod seines Vaters Bahadur Shah († 1712) machte Azim ush Shan Ansprüche auf den Mogulthron geltend, doch seine drei Brüder zogen gegen ihn zu Felde. Er starb während einer Schlacht auf seinem Kriegselefanten im Treibsand des Flusses Ravi bei Lahore im Punjab. Er ist in der Gruft des Humayun-Mausoleums in Delhi beigesetzt.

## Familie
Azim ush Shan hatte vier Ehefrauen und mehrere Söhne und Töchter, von denen nur Farrukh Siyar als 10. Großmogul (reg. 1713–1719) Bedeutung erlangte.